# Epicatechin
Epicatechin ist ein Polyphenol aus der Gruppe der Catechine, das im Kakao entdeckt wurde. Epicatechin bezeichnet zwei Diastereomere des Catechins, deren Substituenten cis-ständig sind. Die häufigere Form ist (−)-Epicatechin (2R,3R), die seltenere ist (+)-Epicatechin (2S,3S).

## Eigenschaften

Das seltenere Epicathechin: (+)-Epicatechin (2S,3S)

Aufgrund eines Vergleichs der in den Totenscheinen angegebenen Todesursachen zwischen Guna Yala (einem autonomen Gebiet an der Ostküste Panamas, das früher San Blas hieß) und dem angrenzenden Festland von Panama über vier Jahre hinweg (2000–2004) wurde vermutet, dass Epicatechin aus Kakao eine positive Wirkung auf den Menschen haben könnte. Die Bewohner von Guna Yala weisen einen sehr ausgeprägten Kakaokonsum auf. Dabei wurde die Hypothese aufgestellt, dass Epicatechin das Auftreten von vier der fünf häufigsten Krankheiten der westlichen Welt (Hirnschlag, Herzinfarkt, Krebs und Diabetes) auf weniger als zehn Prozent senken könnte. Obwohl ein statistischer Zusammenhang zwischen Erkrankung bzw. Gesundheit und flavanolhaltigem Kakao herzustellen ist, muss die Folgerung eines Kausalzusammenhangs aus dieser Entdeckung kritisch betrachtet werden: weitere unterschiedliche Lebensfaktoren zwischen den verglichenen Bevölkerungsgruppen und auch zwischen der Qualität der Aussage der Todesursache in den Totenscheinen wurden nicht geprüft. Bislang fehlen entsprechende Negativkontrollen. Epicatechin wirkt bei Schnecken positiv auf das Langzeitgedächtnis. Zur Übertragbarkeit auf den Menschen gibt es keine Aussage, da ein Kausalzusammenhang nicht belegt ist.

## Stoffwechsel im Menschen

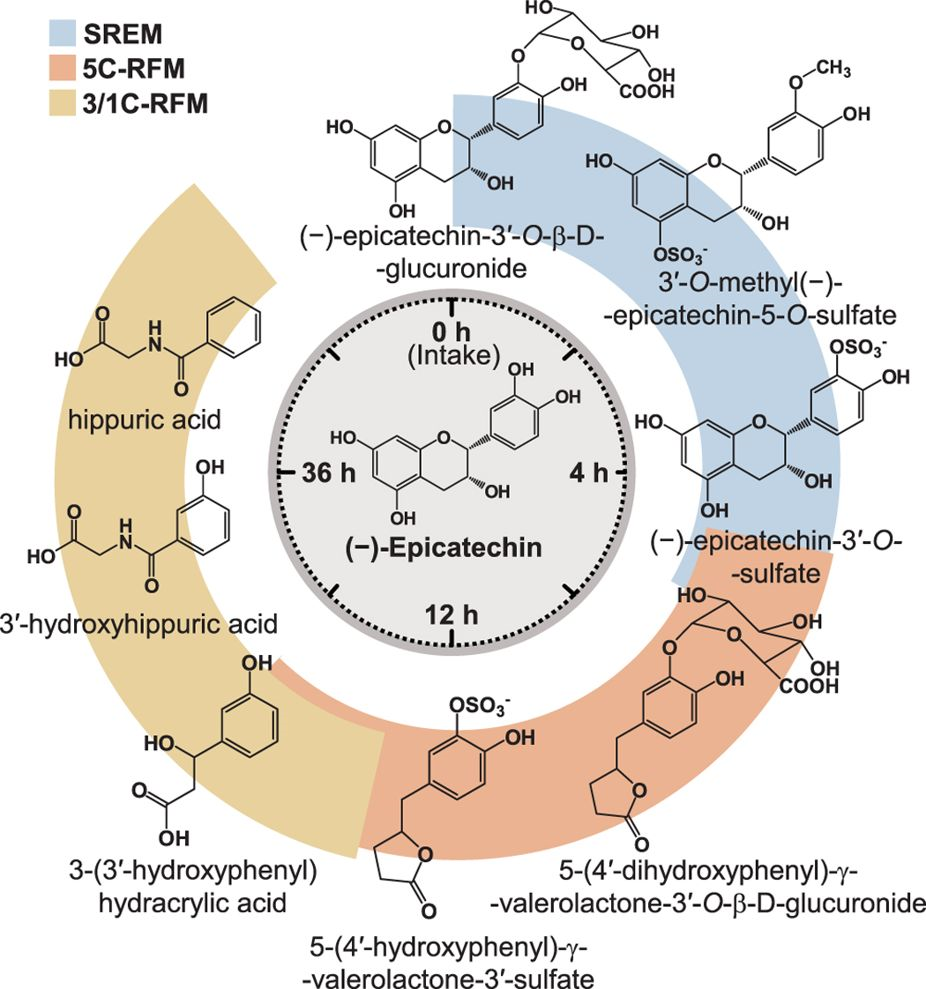
Schematische Darstellung des Epicatechin-Metabolismus im Menschen als Funktion der Zeit

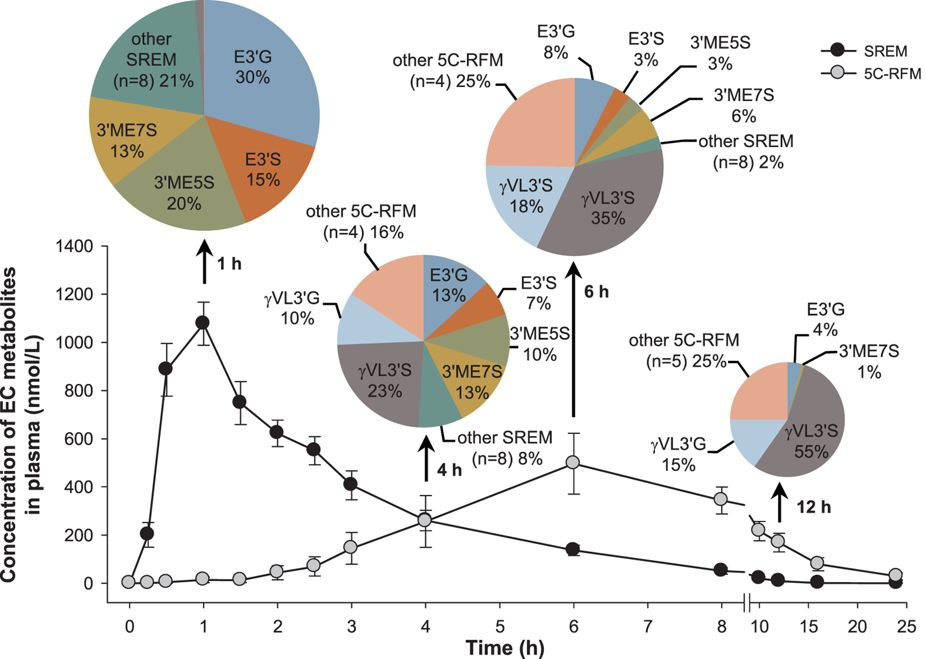
Konzentration in menschlichem Blutplasma von Epicatechin-Metaboliten als Funktion der Zeit

Über die Nahrung aufgenommenes Epicatechin wird im Menschen zum Teil über den Dünndarm absorbiert und noch in der Darmwand und später in der Leber verstoffwechselt. Die Hauptmetaboliten, die dabei gebildet werden, sind glucuronidierte und sulfatierte Derivate des Epicatechins. Der Anteil an Epicatechin, welcher den Dickdarm erreicht, wird dort durch die Darmflora in γ-Valerolactone und Derivate der Hippursäure abgebaut, welche in den menschlichen Körper absorbiert und dort weiter verstoffwechselt werden können. Wird Epicatechin als Bestandteil von Nahrungsmitteln in den menschlichen Körper aufgenommen, finden sich in Blut und Urin ausschließlich Metaboliten des Epicatechins, aber kein freies Epicatechin. Dies muss bei der Auswertung und Interpretation von wissenschaftlichen Experimenten beachtet werden, welche Epicatechin in Zellkulturen und isolierten Organen in vitro untersuchen.